# Mirmecofobia
A mirmecofobia, popularmente chamada de formicofobia[carece de fontes?] é o medo inexplicável de formigas. É uma fobia específica, podendo ser ou não irracional.
Esse medo pode se manifestar de várias maneiras, como o medo de formigas contaminarem o suprimento de alimentos de uma pessoa ou o medo de uma invasão doméstica por um grande número de formigas.
O caso é mais comum em crianças, porém normalmente não tem consequências "devastadoras", portanto a criança deve-se ser supervisionada em zonas com abundância em formigas.[carece de fontes?]

## Comportamento
O indivíduo geralmente aterroriza-se à frente de um formigueiro ou vendo uma fila de formigas em movimento. Quando sente que a formiga está no seu corpo, a pessoa pode até mesmo incendiar-se (auto-imolação). Esta fobia poderá ser muito perigosa por vezes e é aconselhado que a pessoa seja seguida por um especialista em psicologia ou psiquiatria.[carece de fontes?]
Normalmente crianças evitam formigas (o contato tatual ou visual), e quando sente uma formiga no corpo imediatamente tenta se livrar desesperadamente ou chega a lavar a mão ou braço no banheiro, já tendo-se registrados casos onde a criança toma banho por causa de uma formiga no peito ou no tórax. [carece de fontes?]

## Tratamento
Em 2019, um estudo israelense da Universidade Ariel e da Universidade Bar-Ilan sugeriu que a exposição de clipes curtos dos filmes Homem-Formiga poderia ajudar a reduzir a fobia de um indivíduo.